# Lista över insjöar i Höganäs kommun
Detta är en lista över sjöar i Höganäs kommun baserad på sjöns utloppskoordinat. Om någon sjö saknas, kontrollera grannkommunens lista eller kategorin Insjöar i Höganäs kommun.

## Lista
| Namn        | Koordinat                                     | Sjöid         | VYID | Yta (km²) | Strandlinje (km) | Höjd (m) | Maxdjup (m) | Volym (m³) | HARO  | Natura 2000 |
| ----------- | --------------------------------------------- | ------------- | ---- | --------- | ---------------- | -------- | ----------- | ---------- | ----- | ----------- |
| Mölle mosse | 56°17′15″N 12°30′19″Ö / 56.28749°N 12.50529°Ö | 624484-129568 |      |           |                  |          |             |            | 94095 | Kullaberg   |
|             | 56°12′18″N 12°32′27″Ö / 56.20513°N 12.54077°Ö | 623557-129744 |      | 0,0679    | 1,15             | 0        |             |            | 94095 |             |
|             | 56°17′17″N 12°31′10″Ö / 56.28795°N 12.51931°Ö | 624485-129655 |      |           |                  |          |             |            | 94095 | Kullaberg   |